# منقرض‌شده‌ها (فیلم ۲۰۲۱)
منقرض شده‌ها یا منقرض شده (انگلیسی: Extinct) یک فیلم کمدی-ماجراجویی کامپیوتری محصول ۲۰۲۱ به کارگردانی دیوید سیلورمن و کارگردانی مشترک ریموند اس پرسی، بر اساس فیلمنامه‌ای از جوئل کوهن، جان فرینک و راب لازبنیک است. صداهای ریچل بلوم، آدام دیوین، زازی بیتز، کن جونگ، کاترین اوهارا، بندیکت وانگ، رجی واتس و جیم جفریس را در داستانی به دنبال دو فلومل، یک گونه خرگوش‌مانند منقرض شده، به نمایش می‌گذارد که خود را از آن‌جا منتقل می‌کنند. خانه جزیره‌ای آن‌ها در سال ۱۸۳۵ تا شانگهای امروزی است.
این فیلم در ۱۱ فوریه ۲۰۲۱ در روسیه اکران شد، سپس توسط اسکای سینما در بریتانیا در ۲۰ آگوست ۲۰۲۱ به نمایش درآمد و سپس در ۱۹ نوامبر ۲۰۲۱ در سراسر جهان در نتفلیکس اکران شد.

## داستان
خواهر و برادر، اوپ و اِد، موجوداتی شبیه به خرگوش کرکی با سوراخ‌هایی در وسط خود هستند که بومی جزایر گالاپاگوس هستند. این دو توسط جامعه خود طرد می‌شوند، زیرا اوپ در معرض فاجعه است. درست قبل از اینکه چارلز داروین در یکی از سفرهایش جزیره را کشف کند، اوپ و اِد گل بزرگی را پیدا می‌کنند و به درون آن می‌افتند که آن‌ها را به شانگهای امروزی انتقال می‌دهد، جایی که با یک سگ شکاری به نام کلارنس آشنا و دوست می‌شوند. خواهر و برادر متوجه می‌شوند که گونه آن‌ها اکنون پس از اینکه داروین جزیره را در اثر فوران آتشفشانی ویران کرده منقرض شده است. کلارنس آن‌ها را به ترمینال زمان می‌آورد، غرفه‌ای که صاحب کلارنس، دکتر چانگ، گل‌ها و دانه‌های آن‌ها را که خاصیت سفر در زمان دارند، نگهداری و مطالعه می‌کرد. اوپ به طور تصادفی تعدادی دانه را از بین می‌برد و باعث می‌شود ترمینال خراب شود و کلارنس به همراه دانه‌ای که فلومل‌ها را به خانه هدایت می‌کند به قطب جنوب ۱۹۱۵ می‌فرستد. در قطب جنوب، کلارنس توسط تیم اعزامی ارنست شاکلتون دستگیر می‌شود. با کمک منقرض شده‌ها - تیمی از حیوانات منقرض شده متشکل از دوتی و دودو. برنی، ببر تاسمانی؛ آلما، یک ماکروشنیا؛ و هوس، یک تریسراتوپ، که توسط دکتر چانگ به ترمینال خریده شدند. اوپ و اِد از طریق هر دانه سفر می‌کنند تا بذری را پیدا کنند که بتواند آن‌ها را به خانه بیاورد و کلارنس را نجات دهد. پس از درگیری با اِد، اوپ به زمان فلاملز باز می‌گردد، جایی که سعی می‌کند به بقیه فلامل‌ها درباره آتشفشان هشدار دهد. کلارنس او را زندانی می‌کند و به او می‌گوید که فلوملز زندگی او را نابود کرد و او در واقع پشت انقراض آن‌هاست. کلارنس توسط دکتر چانگ پذیرفته شده بود، اما پس از اینکه دکتر چانگ توسط فلومل‌های شایان ستایش مجذوب شد، کلارنس به ماوریک رفت و دکتر چانگ را به داخل یکی از گل‌ها هل داد و دانه‌ای را که او را به عقب می‌فرستاد، از بین برد. او سپس با کار گذاشتن یک بمب پهپاد باعث انقراض فلومل‌ها شد. پس از ورود اِد پس از دیدن ویدئوی ساخته شده توسط او، آن‌ها چندین بار تلاش می‌کنند تا بگریزند و بمب را متوقف کنند و در نهایت یک دانه را برای انتقال کل جزیره به امروز به کار می‌گیرند. کلارنس زنده می‌ماند، اما دکتر چانگ می‌رسد و او را به قطب جنوب در سال ۱۹۱۵ می‌فرستد و از فلومل‌ها و انقراض شده‌ها تشکر می‌کند. مدتی بعد، اوپ و اِد در نهایت توسط جامعه خود پذیرفته می‌شوند، در حالی که دوتی، اِد را با گذاشتن تخمی به شکل فلومل غافلگیر می‌کند. چیزی از تخم بیرون می‌آید، اما موجود داخل تخم ناشناخته است.

## صدا
- ریچل بلوم در نقش اوپ، یک زن خوش شانس کرم و فلومل قهوه‌ای که خواهر اِد است.
- آدام دواین در نقش اِد، فلامل خاکستری مرد بداخلاق که برادر اوپ است.

- زازی بیتس در نقش دوتی، یک دودو که رهبر گروه منقرض شده‌ها است.
- کن جونگ در نقش کلارنس، پودلی که ژاکت قرمز پوشیده است.
- بندیکت وانگ در نقش دکتر چانگ.
- جیم جفریس در نقش برنی، ببری تاسمانیایی که یکی از اعضای گروه منقرض شده‌ها است.
- کاترین اوهارا در نقش آلما، یک ماکراوچنیا که عضوی از منقرض شده‌ها است.
- رجی واتس در نقش هاس، یک تریسراتوپ که عضوی از منقرض شده‌ها است / ارنست شاکلتون.
- نیک فراست در نقش کاپیتان فیتزروی.
- تام هلندر در نقش چارلز داروین.
- هنری وینکلر در نقش جپسون، یک مرد بزرگ و خاکستری.
- الکس بورشتاین در نقش مالی، یک زن قهوه‌ای رنگ.
- ریچارد کیند در نقش والی، نهنگ آبی پرحرف.

## تولید
این فیلم برای اولین بار در ۳ سپتامبر ۲۰۱۹ به عنوان یک انیمیشن جدید در حال تولید در سینست انیمیشن به کارگردانی دیوید سیلورمن با کارگردانی ریموند اس پرسی معرفی شد. این اعلامیه آدام دواین، ریچل بلوم، زازی بیتز و کن جونگ را به عنوان اعضای بازیگران نشان داد.

## پخش
این فیلم در ۲۰ آگوست ۲۰۲۱ توسط اسکای سینما در بریتانیا اکران شد. این فیلم همچنین در ۱۱ فوریه ۲۰۲۱ در روسیه در سینما اکران شد. این فیلم در ۱۹ نوامبر ۲۰۲۱ در سراسر جهان از نتفلیکس اکران شد. منقرض شده‌ها در هفته اول اکران خود در ۱۰ فیلم برتر انگلیسی در نتفلیکس قرار داشت.

### انتقادها
گردآورنده مرور راتن تومیتوز امتیاز ۴۳% را بر اساس هفت بررسی، با میانگین امتیاز ۱۰/۴.۹۰ گزارش کرد. استیو رز برای The Guardian به فیلم ۲ ستاره از ۵ ستاره داد و نوشت: "در دنیای داروینی سرگرمی کودکان، منقرض شده‌ها مانند یک بن‌بست تکاملی به نظر می‌رسد."